# Aggelos Chanti
Aggelos Chanti (in greco Άγγελος Χαντί?; Pyrgos, 7 settembre 1989) è un calciatore greco naturalizzato giordano, centrocampista del Pyrgos.

## Carriera

### Club
Ha giocato nella massima serie greca ed in quella albanese.

### Nazionale
Tra il 2017 ed il 2018 ha giocato complessivamente 4 partite con la nazionale giordana.